# Expo 54
De Expo 54 was de scheepvaart- en visserijtentoonstelling die in 1954 in het Italiaanse Napels werd gehouden. De tentoonstelling werd als gespecialiseerde tentoonstelling erkend door het Bureau International des Expositions. Op het terrein van de Mostra d'Oltremare stonden 24 paviljoens met plaats voor 12.000 bezoekers. Daarnaast werden voor de expo een openluchttheater, een zwembad en een congrescentrum opgetrokken. In het congrescentrum werd van 26 oktober tot 1 november het internationaal maritiem en scheepvaartcongres gehouden.